# Улица Уденсвада
Улица У́денсвада (латыш. Ūdensvada iela, Водопроводная) — короткая улица в Старой Риге. Расположена между улицами Грециниеку и Пелду. Выход на улицу Грециниеку осуществляется через арку дома 30 (архитектор Вельта Раммане, 1954). Длина улицы — 157 метров.

## История
Сформировалась в конце XIII века, была частью улицы Трауксмес.
В 1662—1663 годах в конце улицы Грециниеку у башни Зундерн мастером строительных и искусственных дел Я. Йостеном был сооружен водоподъемный механизм («вассеркунст»), движимый лошадьми и ветряком, поставлявший воду из Даугавы в рижские дома по деревянным трубам. Эта система водоснабжения без каких-либо существенных изменений работала два века подряд — вплоть до 1863 года, когда был проложен водопровод, начинающийся на улице Маскавас, водонапорная башня здесь существовала долгие годы.
В 1923 году улица получила современное название.

## Достопримечательности
Значительную часть улицы занимает д. 25 (по улице Пелду) — офисное здание (1977, архитектор Янис Вилцинш, отремонтировано в 1996 году). Здание занимает Министерство охраны окружающей среды и регионального развития.